# كأس الاتحاد الإنجليزي 1961–62
كأس الاتحاد الإنجليزي 1961–62 (بالإنجليزية: 1961–62 FA Cup)‏ هو الموسم 81 من  كأس الاتحاد الإنجليزي. الذي يشرف على تنظيمه الاتحاد الإنجليزي لكرة القدم، وفاز فيه توتنهام هوتسبير.